# Jan Peterek
Jan Peterek (ur. 17 października 1971 w Hawierzowie) – czeski hokeista, reprezentant Czech.

## Kariera
- HC Vítkovice (1989-1990)
- HC Dukla Trenczyn (1990-1991)
- HC Vítkovice (1991-1997)
- HC Oceláři Trzyniec (1997-1999)
- Ässät (1999)
- HC Hawierzów (1999-2001)
- Łokomotiw Jarosław (2001-2004)
- HC Oceláři Trzyniec (2004-2005)
- HC Vítkovice (2005)
- HC Oceláři Trzyniec (2005-2014)

Wychowanek AZ Hawierzów. Wieloletni zawodnik Oceláři Trzyniec, przez kilka lat także kapitan drużyny. W kwietniu 2012 przedłużył kontrakt z klubem. W kwietniu 2014 zakończył karierę zawodniczą.
W swojej karierze przez wiele sezonów grał w ekstralidze czeskiej (wcześniej w czechosłowackiej), a także krótkotrwale w fińskich rozgrywkach SM-liiga i trzy sezony w superlidze rosyjskiej.
Rozegrał rekordową liczbę 22 sezonów w czeskich rozgrywkach, ponadto zajął drugie miejsce w klasyfikacji liczby rozegranych meczów ligowych.

## Sukcesy i osiągnięcia
Klubowe
- Brązowy medal mistrzostw Czechosłowacji: 1991 z Duklą Trenczyn
- Srebrny medal mistrzostw Czech: 1997 z HC Vítkovice, 1998 z Oceláři Trzyniec
- Brązowy medal mistrzostw Czech: 1999 z Oceláři Trzyniec
- Złoty medal mistrzostw Rosji: 2002, 2003 z Łokomotiwem Jarosław
- Puchar Tatrzański: 2010
- Złoty medal mistrzostw Czech: 2011 z Oceláři Trzyniec

Indywidualne
- Ekstraliga czeska w hokeju na lodzie (2007/2008):
  - Pierwsze miejsce w klasyfikacji asystentów w sezonie zasadniczym: 31 asyst

Rekordy ekstralidze czeskiej
- Drugie miejsce w klasyfikacji liczby rozegranych meczów: 1087[3]